# Яновський Іван Іванович (директор театру)
Іван Іванович Яновський (народився у 1898 році в селі Чепелів на Чернігівщині — помер 26 жовтня 1937) — український партійний і театральний діяч, директор Київського академічного театру опери та балету УРСР (з 1934). Засуджений радянською владою і розстріляний в 1937, в 1957 — реабілітований.

## Життєпис
Батько Яновського служив псаломщиком. Рідною мовою у родині була українська.
У 1926 році він вступив до ВКП(б), здобув «вищу спеціальну освіту».
Очолював Харківський обласний державний театральний трест, у 1933 році став директором Харківського театру опери та балету, з 1934 – директор Київського академічного театру опери та балету УРСР.
У вересні 1937 звільнений з посади «за зв'язок з ворогами народу», виключений з партії й арештований.
26 жовтня 1937 року Івана Яновського розстріляли як «активного учасника контрреволюційної націоналістичної терористичної організації».
Його дружина, Лідія Данилівна Яновська була арештована пізніше і відбула заслання на 8 років в Карагандинських таборах.
В 1957 реабілітований.

## Пам'ять
У 2021 його доля представлена на фотодокументальній виставці про репресованих театральних діячів «Імена, викреслені з афіш», що експонується при вході на територію Національного історико-меморіального заповідника «Биківнянські могили».